# Flughafen Albacete

i7
i11
i13
Der Flughafen Albacete (spanisch Aeropuerto de Albacete-Los Llanos;  IATA-Code: ABC, ICAO-Code: LEAB) ist ein Flughafen auf der Base Aérea de Los Llanos, einem Militärflugplatz der spanischen Luftstreitkräfte ungefähr sechs Kilometer südlich von Albacete, Spanien. Der Flughafen ist über die Autovía A-30 und Carretera Nacional N-301 oder die CM-3203 zu erreichen.

## Geschichte
Im Jahre 1928 errichtete die  Compañía Española de Aviación eine Flugschule zur Ausbildung ziviler und militärischer Piloten in Los Llanos, die im darauffolgenden Jahr offiziell eröffnet wurde. 
Zu Beginn des Spanischen Bürgerkrieges wurde der Flugplatz von den Luftstreitkräften der Republik requiriert, Er diente der Aviación Republicana fortan bis zur Kapitulation der Regierungstruppen als wichtige Basis. Der Platz wurde der Aviación Nacional am 29. März 1939 übergeben.
Ab dem Sommer 1939 wurde Los Llanos zunächst Heimatstützpunkt von amerikanischen Martin-Bombern, die zunächst die 13. Staffel bildeten, aus der 1943 das 13. Regiment und 1957 schließlich das 26. Geschwader (Ala 26) hervorging, nach wie vor einer Einheit leichter Bomber.
In Folge wurden die Bomber beim Ifni-Krieg in der damaligen gleichnamigen spanischen Enklave im Süden Marokkos eingesetzt, bevor es im August als Ala 37 in ein mit DC-3 ausgerüstetes Transportgeschwader überführt wurde. Das zeitweise zwischen 1967 und 1971 lediglich als Grupo 37 bezeichnete Geschwader verlegte 1973 nach Villanubla.

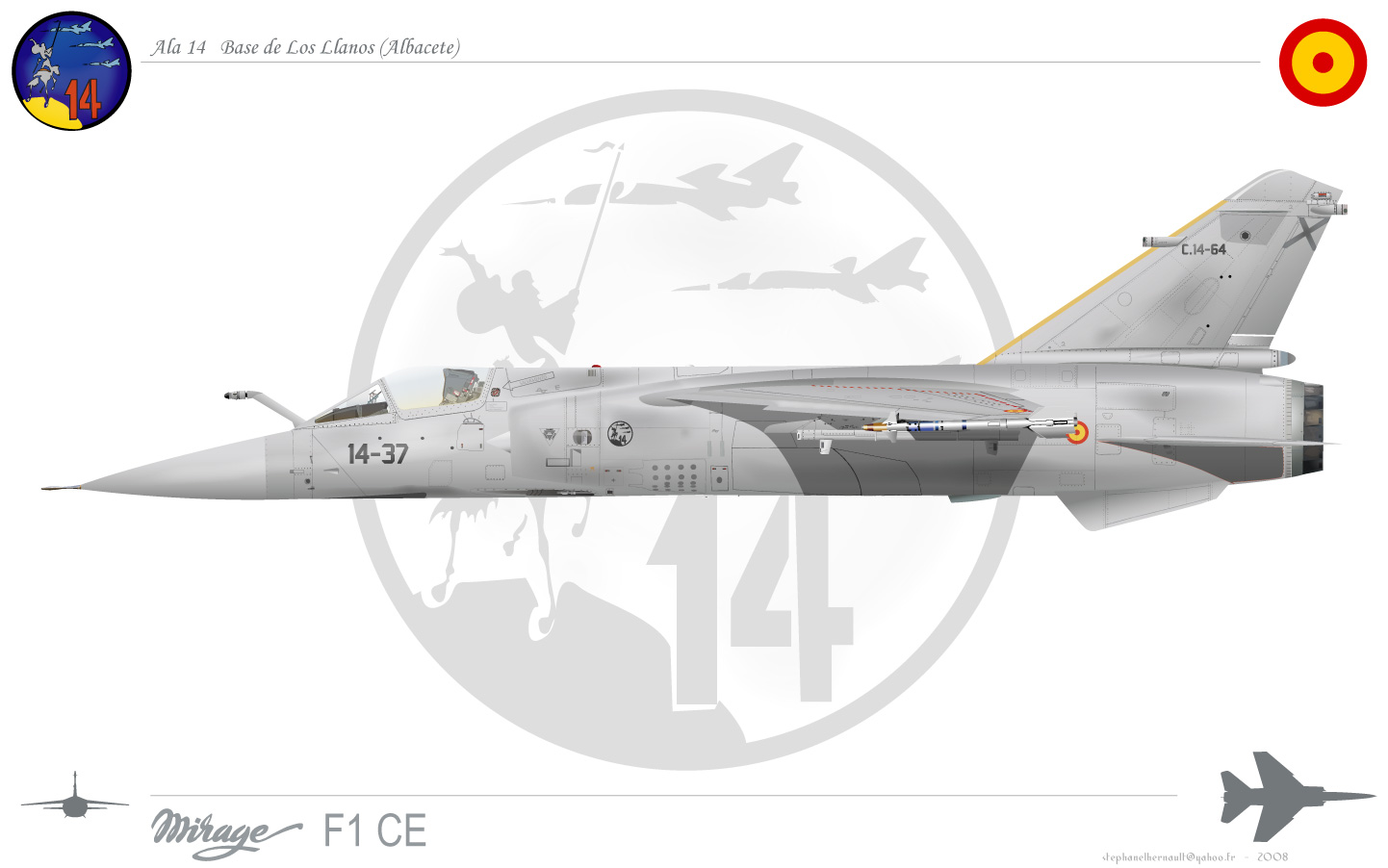
Mirage F1CE, Ala 14

Los Llanos wurde anschließend Heimatstützpunkt des mit Mirage F1 neuaufgestellten Ala 14, die ersten Maschine trafen 1975 ein und nach 16 Jahren Flugbetrieb waren 1991 100.000 Flugstunden erflogen worden. Die Einheit war 1992 Gastgeber des normalerweise jährlich stattfindenden NATO Tiger Meet und nahm 2002 erstmals beim Manöver Cope Thunder in Alaska teil. Das Geschwader erhielt im Laufe der Jahre auch königlichen Besuche durch König Juan Carlos I. und Kronprinz Felipe VI. 2006 beteiligte sich das Geschwader auch beim Air Policing Baltikum.
Im ersten Jahrzehnt des 21. Jahrhunderts kam es zu einer Erweiterung der Nutzung durch die Aufnahme zivilen Luftverkehrs 2003, der Ansiedlung einer Fertigungsstätte der Firma Eurocopter 2007 und den Umzug des Tactical Leadership Programme (TLP) aus Florennes in Belgien 2009. Aufgrund des besseren Wetters in Spanien und des beengten Luftraums in Mitteleuropa zog man nach Spanien um.
Die Umrüstung des 14. Geschwaders auf den Eurofighter Typhoon erfolgte im Juli 2012 bei der 142. Staffel, wobei erste Typhoons bereits einige Monate zuvor im Rahmen des TLP eingesetzt wurden, und die Mirage F1 wurde Ende Juni 2013 auch bei der 141. Staffel ausgemustert.
Am 26. Januar 2015 ereignete sich im Rahmen eines NATO-Manövers auf dem militärischen Teil des Flughafens ein schwerer Unfall, als ein griechischer F-16-Kampfjet beim Start auf eine Flugzeugparkfläche stürzte. Die beiden griechischen Piloten und neun französische Soldaten starben.

## Militärische Nutzung
Die Basis wird zurzeit (2013) wie folgt genutzt:
- Ala 14 (14. Geschwader) mit zwei Staffeln taktischer Mehrzweckkampfflugzeuge Eurofighter Typhoon, den Escuadróns 141 und 142, seit 2012
- Tactical Leadership Programme (TLP), eine Hochwertausbildung von Kampfflugzeug-Besatzungen. Mehrmals im Jahr verlegen hierzu diverse NATO-Luftstreitkräfte die verschiedensten Luftfahrzeugtypen für mehrere Wochen nach Albacete.

## Zivile Nutzung

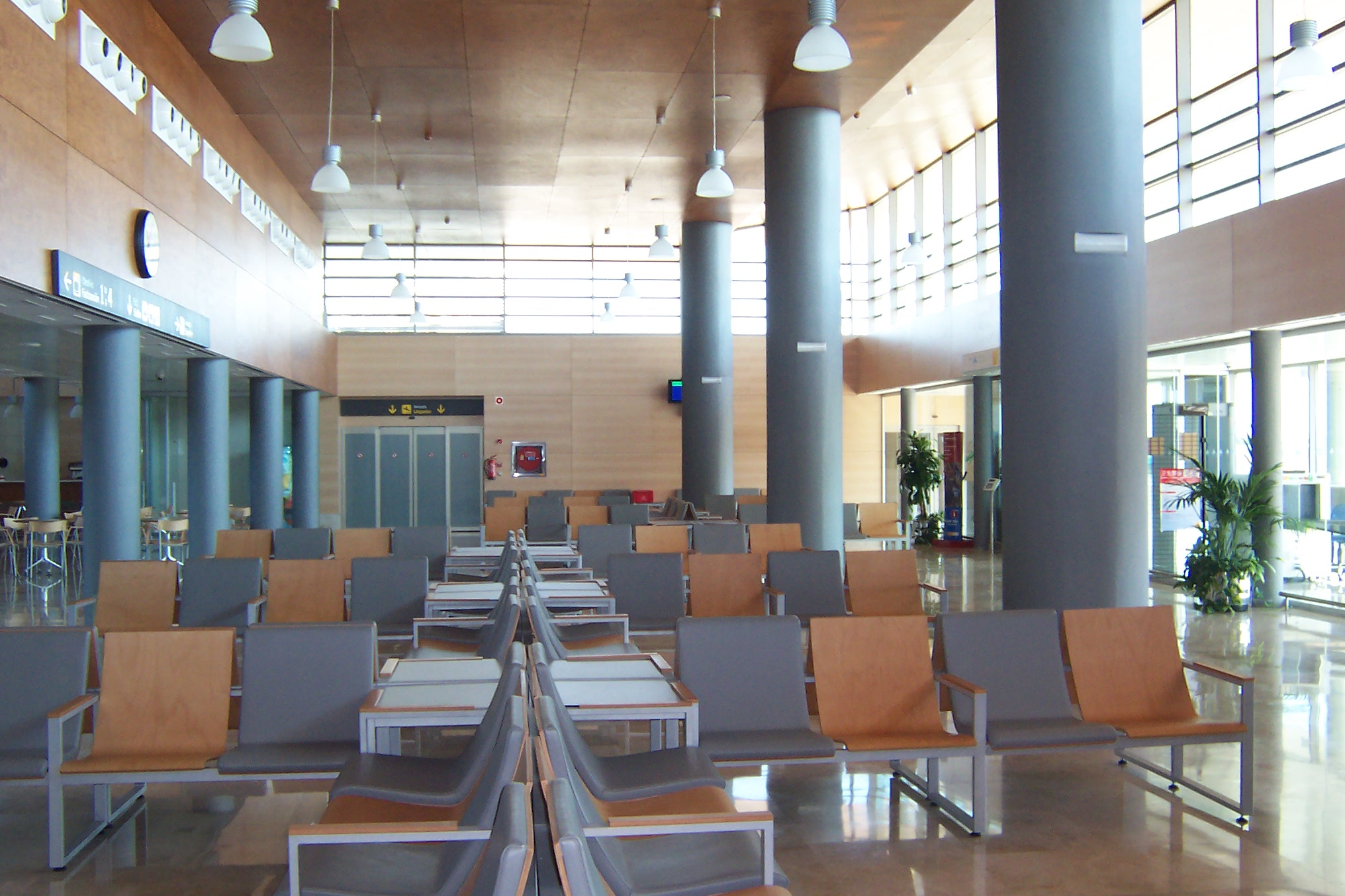
Innenansicht des Terminals

Zivile Flüge finden seit dem 1. Juli 2003 statt. Der erste Flug wurde von Hola Airlines auf die Balearischen Inseln durchgeführt. Albacete und der Flughafen Ciudad Real sind die einzigen zivilen Flughäfen in Kastilien-La Mancha.
Im November 2005 wurde das neue Terminal mit einer Fläche von 2200 Quadratmetern eingeweiht und das Anflugverfahren Landebahn RWY 27/09 wurde durch ILS-Anflugsystem der Kategorie I ergänzt.
Der Flughafen wurde von Iberia (durch ihren Partner Air Nostrum) aus Barcelona und von Private Wings (durch Welcome Air) aus Augsburg und Marseille planmäßig angeflogen.
Seit einigen Jahren ist der Flugverkehr der Iberia eingestellt.
Die frühere Eurocopter und heutige Airbus Helicopters betreibt seit 2007 am Rande des Flughafens ein Werk zur Fertigung von Hubschraubern.

## Flughafenanlagen

### Start- und Landebahn
Der Flughafen Albacete verfügt über eine Start- und Landebahn. Sie trägt die Kennung 09/27, ist 2.700 Meter lang, 60 Meter breit und hat einen Belag aus Asphalt.

### Passagierterminal
Das Passagierterminal des Flughafens hat eine Kapazität von 300.000 Passagieren pro Jahr. Es ist mit zwei Flugsteigen ausgestattet.

## Verkehrszahlen
| Jahr  | Fluggastaufkommen | Luftfracht (Tonnen) | Flugbewegungen |
| ----- | ----------------- | ------------------- | -------------- |
| 2024* | 2.107             | 0,000               | 802            |
| 2023  | 2.646             | 0,000               | 707            |
| 2022  | 857               | 0,000               | 948            |
| 2021  | 1.382             | 0,000               | 865            |
| 2020  | 2.204             | 0,000               | 284            |
| 2019  | 1.616             | 0,000               | 561            |
| 2018  | 1.295             | 0,000               | 423            |
| 2017  | 1.380             | 0,000               | 430            |
| 2016  | 1.277             | 0,000               | 408            |
| 2015  | 1.353             | 0,000               | 411            |
| 2014  | 1.411             | 8,500               | 540            |
| 2013  | 1.211             | 0,000               | 476            |
| 2012  | 3.916             | 0,000               | 799            |
| 2011  | 8.415             | 0,000               | 937            |
| 2010  | 11.293            | 0,000               | 1.243          |
| 2009  | 15.127            | 0,000               | 1.419          |
| 2008  | 19.254            | 8,924               | 2.113          |
| 2007  | 19.881            | 0,010               | 1.856          |
| 2006  | 17.516            | 0,007               | 1.347          |
| 2005  | 15.992            | 0,000               | 1.185          |
| 2004  | 15.055            | 0,000               | 1.309          |
| 2003  | 4.666             | 0,000               | 257            |

* 2024: Vorläufige Daten